# July Morning

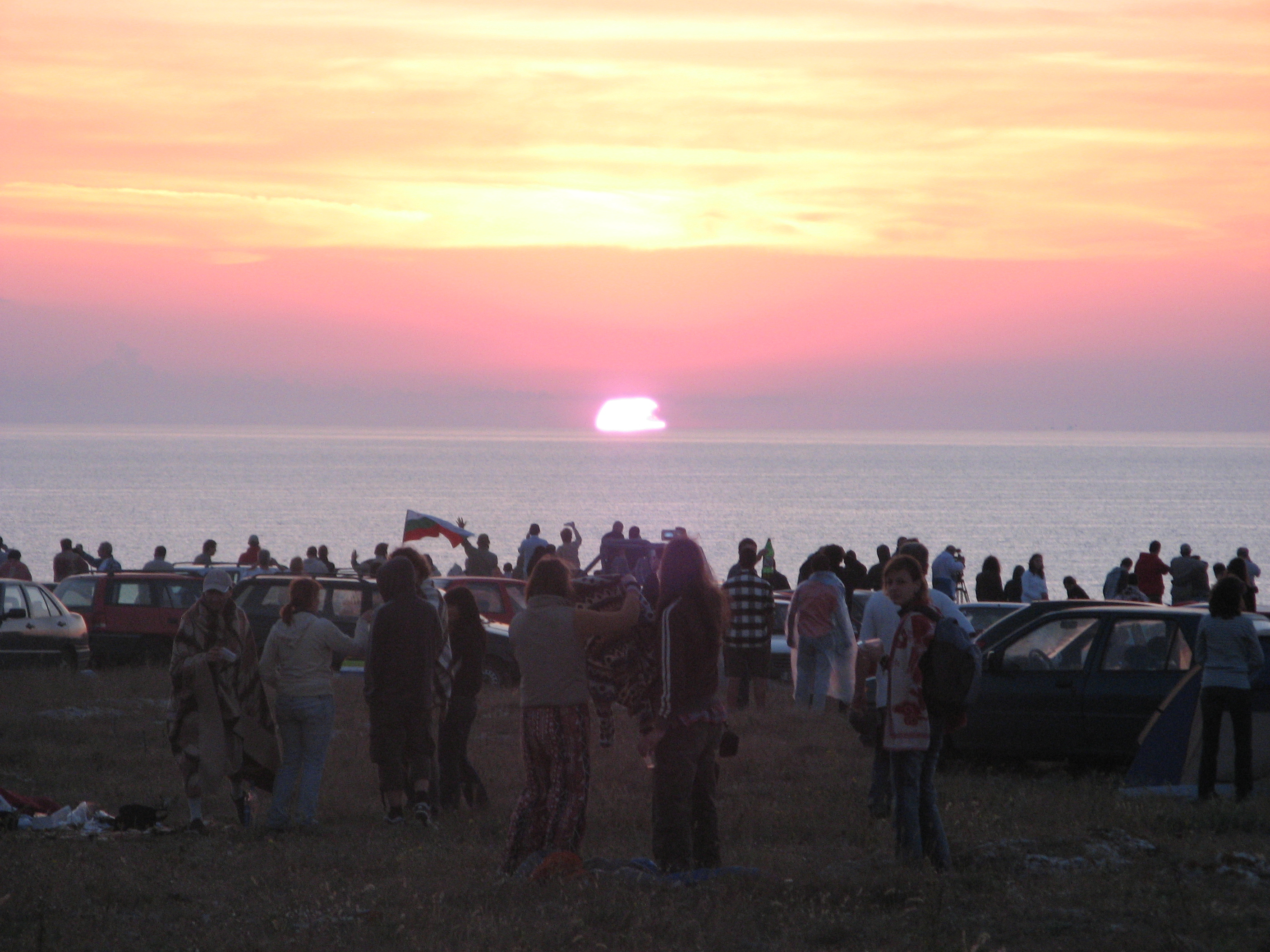
July Morning 2007 bei Kamen Bryag mit dem Ex-Uriah-Heep-Sänger John Lawton

July Morning ist eine Tradition in Bulgarien (Bulgarisch: Джулая oder Джулай), die ein Überbleibsel aus der Zeit der Hippies der 70er-Jahre ist. Die Besucher reisen in der Nacht vom 30. Juni oft als Tramper an die Küste des Schwarzen Meeres, um den Sonnenaufgang am Morgen des ersten Juli zu erleben. Traditionell wird dabei das Lied July Morning vom Album Look at Yourself der britischen Hardrock-Band Uriah Heep gespielt und von den Besuchern mitgesungen.
Obwohl die Hippie-Bewegung allgemein und auch dieser Brauch aus den USA stammt, fand die Tradition großen Anklang in Bulgarien und wird bis heute mit großer Beliebtheit fortgeführt. Offiziell wird die Veranstaltung erst seit 1992 abgehalten, zwei Jahre nach dem Ende des Sozialismus in Osteuropa und Russland. In den folgenden Jahren verbreitete sich der Brauch auf viele Ortschaften an der Ostküste Bulgariens.